# أل جاكسون (فنان)
أل جاكسون (بالإنجليزية: Al Jackson)‏ هو فنان أمريكي، ولد في 5 أكتوبر 1964 في كارميل-بي-ثي-سي في الولايات المتحدة.